# Romanisation de l'alphabet copte
La romanisation de l’alphabet copte est le procédé par lequel les caractères de l’alphabet copte utilisé en copte, en ancien nubien, ou des langues modernes comme l’andaandi, le mattokki ou le nobiin, sont transcrits avec des caractères de l’alphabet latin, par exemple dans les catalogues de bibliothèques ou dans les références bibliographiques.
| Copte | Copte | Romanisation ALA-LC | Romanisation ALA-LC | Leipzig-Jerusalem |
| ----- | ----- | ------------------- | ------------------- | ----------------- |
| Ⲁ     | ⲁ     | A                   | a                   | a                 |
| Ⲃ     | ⲃ     | B                   | b                   | b                 |
| Ⲅ     | ⲅ     | G                   | g                   | g                 |
| Ⲇ     | ⲇ     | D                   | d                   | d                 |
| Ⲉ     | ⲉ     | E                   | e                   | e                 |
| Ⲍ     | ⲍ     | Z                   | z                   | z                 |
| Ⲏ     | ⲏ     | Ē                   | ē                   | ê                 |
| Ⲑ     | ⲑ     | Th                  | th                  | tʰ                |
| Ⲓ     | ⲓ     | I                   | i                   | i                 |
| Ï     | ï     | Ï                   | ï                   |                   |
| Ⲕ     | ⲕ     | K                   | k                   | k                 |
| Ⲗ     | ⲗ     | L                   | l                   | l                 |
| Ⲙ     | ⲙ     | M                   | m                   | m                 |
| Ⲛ     | ⲛ     | N                   | n                   | n                 |
| Ⲝ     | ⲝ     | X                   | x                   | kˢ                |
| Ⲟ     | ⲟ     | O                   | o                   | o                 |
| Ⲡ     | ⲡ     | P                   | p                   | p                 |
| Ⲣ     | ⲣ     | R                   | r                   | r                 |
| Ⲥ     | ⲥ     | S                   | s                   | s                 |
| Ⲧ     | ⲧ     | T                   | t                   | t                 |
| Ⲩ     | ⲩ     | U                   | u                   | u                 |
| Ⲩ̈     | ⲩ̈     | Ü                   | ü                   |                   |
| Ⲫ     | ⲫ     | Ph                  | ph                  | pʰ                |
| Ⲭ     | ⲭ     | Ch                  | ch                  | kʰ                |
| Ⲯ     | ⲯ     | Ps                  | ps                  | pˢ                |
| Ⲱ     | ⲱ     | Ō                   | ō                   | ô                 |
| Ϣ     | ϣ     | Š                   | š                   | š                 |
| Ϥ     | ϥ     | F                   | f                   | f                 |
| Ϩ     | ϩ     | H                   | h                   | h                 |
| Ϫ     | ϫ     | Č                   | č                   | č                 |
| Ϭ     | ϭ     | Ky                  | ky                  | c                 |
| Ϯ     | ϯ     | Ti                  | ti                  | tⁱ                |
| Ⳉ     | ⳉ     | Ẍ                   | ẍ                   | x’                |
| Ϧ     | ϧ     | Ḥ                   | ḥ                   | x                 |
| Ⲳ     | ⲳ     | ʼ                   | ʼ                   |                   |
| Ⲹ     | ⲹ     | K                   | k                   |                   |
| Ⲻ     | ⲻ     | N̈                   | n̈                   |                   |
| Ⳃ     | ⳃ     | Ç̈                   | ç̈                   | ç                 |
| Ⳋ     | ⳋ     | Ç                   | ç                   | ç’                |
| Ⳟ     | ⳟ     | Ŋ                   | ŋ                   |                   |
| Ⳡ     | ⳡ     | Ɲ                   | ɲ                   |                   |
| Ⳣ     | ⳣ     | W                   | w                   |                   |

Dans la transcription ALA-LC de l’ancien nubien, N̳ n̳ peut aussi être utilisé pour translittérer Ⳟ ⳟ et Ⳡ ⳡ au lieu de Ŋ ŋ et Ɲ ɲ.
| Copte | Romanisation ALA-LC | Leipzig-Jerusalem |
| ----- | ------------------- | ----------------- |
| ◌̄     | ignoré              | ignoré            |
| ◌̀     | ignoré              | ignoré            |